# Kurtis Kraft 500D
O Kurtis Kraft 500D é o modelo da Kurtis Kraft utilizado entre 1955 e 1959. Foi guiado por Johnny Boyd, Bob Christie, Jimmy Davies, Jimmy Daywalt, Ed Elisian, Jack Ensley, Giuseppe Farina, Gene Force, Don Freeland, Joe Giba, Jim McWithey, Pat O'Connor, Eddie Russo, Bob Schroeder, Marshall Teague e Shorty Templeman.